# Kubšice
Kubšice település Csehországban, a Znojmói járásban. Kubšice Jezeřany-Maršovice, Olbramovice, Vedrovice, Šumice és Loděnice településekkel határos. Lakosainak száma 172 fő (2024. január 1.).

## Népesség
A település lakosságának változását az alábbi diagram mutatja:
| Lakosok száma | 312  | 348  | 334  | 259  | 199  | 156  | 157  | 153  | 157  | 172  |
|               | 1869 | 1890 | 1921 | 1950 | 1980 | 2001 | 2017 | 2019 | 2022 | 2024 |